# Finska ženska softbolska reprezentacija
Finska ženska softbolska reprezentacija predstavlja državu Finsku u športu softbolu.
Krovna organizacija: 

## Sudjelovanja na EP
- Rovereto 1979.: nisu sudjelovale
- Haarlem 1981.: nisu sudjelovale
- Parma 1983.: nisu sudjelovale
- Antwerpen/Anvers 1984.: nisu sudjelovale
- Antwerpen/Anvers 1986.: nisu sudjelovale
- Hørsholm 1988.: 6.
- Genova 1990.: nisu sudjelovale
- Bussum 1992.: nisu sudjelovale
- Settimo Torinese 1995.: nisu sudjelovale
- divizija "A", Prag 1997.: nisu sudjelovale
- divizija "A", Antwerpen/Anvers 1999.: nisu sudjelovale
- divizija "A", Prag 2001.: nisu sudjelovale
- divizija "A", Caronno, Pertusella-Saronno, Italija 2003.: nisu sudjelovale
- divizija "B", Prag 2005.: 10.
- divizija "B", Zagreb 2007.: nisu sudjelovale